# Stade Odilon-Flores
Le stade Odilon-Flores (en portugais : Estádio Odilon Flores) est un stade de football brésilien situé dans la ville de Mineiros, dans l'État du Goiás.
Le stade, doté de 7 000 places, sert d'enceinte à domicile à l'équipe de football du Mineiros Esporte Clube.

## Histoire
Étant le stade du Mineiros EC depuis la création du club en 1977, le stade se voit frapper par les tribunaux d'une interdiction d'accueillir des rencontres de football professionnelles en 2014, ne répondant pas aux normes de la fédération brésilienne (CBF).
Après avoir répondu à quelques attentes, le stade Odilon Flores est à nouveau interdit de recevoir des matchs en 2016,.
En 2017, la municipalité de Mineiros annonce investir 40 millions de reais pour rénover le stade.